# Municipio de Rauville
El municipio de Rauville (en inglés: Rauville Township) es un municipio ubicado en el condado de Codington en el estado estadounidense de Dakota del Sur. En el año 2010 tenía una población de 282 habitantes y una densidad poblacional de 2,16 personas por km².

## Geografía
El municipio de Rauville se encuentra ubicado en las coordenadas 45°1′2″N 97°5′46″O / 45.01722, -97.09611. Según la Oficina del Censo de los Estados Unidos, el municipio tiene una superficie total de 130.42 km², de la cual 130,31 km² corresponden a tierra firme y (0,08 %) 0,11 km² es agua.

## Demografía
Según el censo de 2010, había 282 personas residiendo en el municipio de Rauville. La densidad de población era de 2,16 hab./km². De los 282 habitantes, el municipio de Rauville estaba compuesto por el 98,23 % blancos, el 0,35 % eran asiáticos, el 0,71 % eran de otras razas y el 0,71 % eran de una mezcla de razas. Del total de la población el 0,71 % eran hispanos o latinos de cualquier raza.